# Alfstedt
Alfstedt là một đô thị của huyện Rotenburg, bang Niedersachsen, Đức. Đô thị này có diện tích 16,22 km².
Alfstedt đã thuộc Tổng giáo phận Bremen thành lập năm 1180. Năm 1648, Tổng giáo phận này đã được chuyển sang Lãnh địa Bremen, ban đầu cai trị bằng một liên minh cá nhân bởi triều đình Thụy Điển - bị gián đoạn bởi sự chiếm đóng của Đan Mạch (1712-1715) - và từ năm 1715 trở đi bởi triều đình Hanover. Năm 1807, Vương quốc Westphalia đã thôn tính Lãnh địa, trước khi Đế quốc Pháp thứ nhất thôn tín nó vào năm 1810. Năm 1813, Lãnh địa được chuyển lại cho Thái ấp tuyến hầu Hanover, thái ấp sau này được nâng thành Vương quốc Hanover năm 1814 - bị sáp nhập vào Lãnh địa trong một liên minh thực sự và lãnh thổ Ducal, bao gồm cả Alfstedt, đã trở thành một bộ phận của bang mới được lập năm 1823.